# أحداث ضاحية فيليه لو بل
أحداث ضاحية فيليه لو بل في فرنسا هي الاضطرابات بين رجال الشرطة وأبناء الضواحي بدأت الأحد 25 نوفمبر 2007 قرب فيلييه لوبيل –100 كيلومتر شمالي باريس. اندلعت الأحداث بعد مقتل شابين من أصول مهاجرة كانا على متن دراجة نارية بعد اصطدام إن سيارة شرطة صدمتهما وعدم إسعافهما من قبل الرجال الذين كانوا على متنها. من جهتها قالت الشرطة بأن الشابين قتلا لأنهما لم يحترما إشارات المرور ولم يكونا يضعان خوذات الحماية.
جرح في أقل من ثلاث ليال 120 رجل شرطة بعضهم في حالة حرجة وأحرق نحو عشر سيارات في ضواحي باريس. يتم لأول مرة استعمال الأسلحة النارية من قبل أبناء الضواحي.
رغم احراق نحو 20 سيارة في ضإحدى ضواحي مدينة تولوز ومحاولة إحراق مكتبة في أحد أحياء المدينة فإن الاضطرابات وعلى عكس أحداث 2005 تبقى محصورة جغرافياً.